# Regionbildning i Sverige
Regionbildning i Sverige genom landstings- och länssammanslagningar i Sverige i syfte att bilda storregioner har föreslagits av tre statliga utredningar under 2000-talet. De föreslagna regionerna liknar Sveriges sex sjukvårdsregioner. Parlamentariskt stöd har ännu inte erhållits för någon av de föreslagna storregionerna.
Bakgrunden är EU:s strävan att stärka regionernas makt och demokrati genom bildande av regionparlament (motsvarande Sveriges landstingsfullmäktige) som ska ta över uppgifter från staten, vilket i Sverige innebär att vissa av länsstyrelsernas och landshövdingarnas befogenheter förs över på regionfullmäktige. 
Redan innan och parallellt med de statliga utredningarna har ett antal landsting i Sverige ansökt om och beviljats regionbildning med regionparlament, i vissa fall genom sammanslagning av tidigare län och landsting.

## Genomförda regionbildningar
En region är ett landsting som har övertagit vissa av  länsstyrelsens befogenheter. Efter det att Skåne län och Västra Götalands län bildats (1997 respektive 1998) lades även landstingen i de tidigare länen samman från år 1999.  I samband med detta fördes ansvaret för regional utveckling över från de statliga länsstyrelserna till landstingen i ett så kallat "regionförsök", som senare permanentades. Dessa landsting kom då att benämnas Region Skåne och Västra Götalandsregionen. Dessa försök permanentades från den 1 januari 2011 (Lag 2010:630 om regionalt utvecklingsansvar i vissa län, som även gäller andra landsting som successivt bildat regioner). Då utsågs även Gotlands län (där landsting saknas och länets enda kommun även svarar för frågor som normalt ankommer på landsting) och landstinget i Halland till formella regioner enligt den särskilda lagen om regionalt utvecklingsansvar.
Flera andra landsting har därefter ombildats till regioner. Från den 1 januari 2015 är även landstingen i Örebro, Gävleborgs och Jönköpings län regioner enligt ett beslut i riksdagen. Även landsting i Östergötland, Kronoberg och Jämtlands län inordnades då i den nya regionstrukturen. Från 1 januari 2017 ombildades landstingen i Norrbotten, Uppsala, Västernorrland och Västmanland. Från 1 januari 2019 ombildades resterande landsting – Landstinget i Värmland, Stockholms landsting, Landstinget Blekinge, Dalarnas landsting, Kalmars landsting, Landstinget Sörmland och Västerbottens läns landsting – varmed samtliga landsting ombildats till regioner.

## Framtida storregioner

### Förslag från ansvarskommitten 2007

Sex till nio nya regioner, så som de gestaltade sig i ansvarskommitténs sekretariatsrapport 2007.

En utredningskommitté, Ansvarskommittén, hade uppdraget att utreda länens framtida ansvar och struktur och länens antal och gränser. Kommittén lämnade sin huvudrapport februari 2007. Utredningen föreslog en minskning till sex eller nio[källa behövs] län eller regioner. En avsikt var att varje region skulle bedriva avancerad sjukvård inom de flesta områden, och att varje region skulle ha ett stort universitet. Förebilder för en länsreform är kommunreformen i Danmark 2007 och 1997 års länsreform i Finland. Framförallt var bildandet av Skåne län och Västra Götalands län en förebild för hur större län kan arbeta.
Efter Ansvarskommitténs rapport har länen diskuterat med varandra om indelning. 
Efterhand har frågan fortsatt undersökas med bland annat förslag om att behålla befintliga länsgränser och i stället slå ihop landsting och länsstyrelser till större länsöverskridande ansvarsorganisationer.

### Ansökningar om alternativ indelning av Norrland
I Ansvarskommitténs rapport föreslogs att  Norra och Mellersta Norrland (det vill säga Norrland utom Gästrikland) skulle vara en region, i debatten kallad Stor-Norrland. 
Norrbottens,  Västerbottens och Västernorrlands läns landsting har därefter ansökt om att gå ihop till ett Umeåcentrerat landsting, Region Norrland. Jämtlands läns landsting ansökte om att få bilda Region MittSverige med Ånge och Sundsvalls kommuner (som idag tillhör Västernorrlands län), som även Härnösands kommun ville tillhöra, medan övriga kommuner i Västernorrland föredrog att tillhöra ett Stornorrland tillsammans med norra Norrland, med eller utan Jämtland. Därmed drog även Moderaterna i Västernorrlands länsstyrelse liksom Jämtlands centerpartister och socialdemokrater tillbaka sitt stöd till en Mittregion. Jämtlands län är en egen regionbildning sedan 1 januari 2015.

### Förslag från indelningskommittén 2015-2017
Våren 2015 inledde regeringen Löfven I ytterligare arbete med att bygga vidare på Ansvarskommitténs utredning med målet att kunna ta fram ett förslag till nya storlänsregioner till 2019.
I juli 2015 tog regeringen beslut om ett kommittédirektiv för utredning om ny indelning av län och landsting. Utredningen ska slutredovisas senast i augusti 2017 med delrapportering våren 2016 och i januari 2017 och hade som målsättning att föreslagna förändringar skulle träda i kraft senast den 1 januari 2023 eller, där så är möjligt, den 1 januari 2019. I delrapporteringen i mars 2016 föreslogs att följande sex regioner skall inrättas 2019 och/eller 2023, i syfte att de ska vara jämnstarka och balansera ut varandra:
- Norrlands län: Dagens Norrbottens, Västerbottens, Västernorrlands och Jämtlands län
- Svealands län: Dagens Dalarnas, Gävleborgs, Södermanlands, Uppsala, Västmanlands och Örebro län
- Västra Götalands län: Dagens Värmlands och Västra Götalands län (i vissa dokument inklusive Hallands län)
- Östergötlands, Jönköpings, Kalmar och Kronobergs län
- Gotlands och Stockholms län
- Blekinge och Skåne län

I juni 2016 föreslog utredningen bildandet av tre nya län år 2019: Norrlands län, Svealands län och Västra Götalands län. Resten av landet skulle enligt förslaget få ny regionindelning år 2023. Inget konkret förslag gavs för dagens Hallands län.

### Regeringens tillbakadragna förslag i november 2016
I ett förslag från regeringen Löfven I från november 2016 fanns inte Norrlands län med, utan enbart Svealands och Västra Götalands storregioner skulle bildas den 1 januari 2019. Planerna på två storregioner 2019 lades emellertid på is i november 2016 till följd av bristande parlamentariskt stöd, och regeringen lade inte fram sin proposition.